# FIS wereldkampioenschappen snowboarden 2019
De FIS wereldkampioenschappen snowboarden 2019 werden van 31 januari tot en met 10 februari 2019 gehouden in het Amerikaanse Park City. Er stonden dertien onderdelen op het programma, zes voor mannen en zes voor vrouwen. Nieuw op het programma was het onderdeel snowboardcrossteams voor gemengde teams. Tegelijkertijd worden in Park City de wereldkampioenschappen freestyleskiën 2019 georganiseerd.

## Programma
| Q | Kwalificaties | Goud | Finale |

| Onderdeel↓/Datum →   | 31    | 1           | 2 | 3    | 4           | 5           | 6     | 7 | 8           | 9     | 10          |
| -------------------- | ----- | ----------- | - | ---- | ----------- | ----------- | ----- | - | ----------- | ----- | ----------- |
| Snowboardcross       | Q / Q | Goud · Goud |   |      |             |             |       |   |             |       |             |
| Snowboardcross team  |       |             |   | Goud |             |             |       |   |             |       |             |
| Parallelreuzenslalom |       |             |   |      | Goud · Goud |             |       |   |             |       |             |
| Parallelslalom       |       |             |   |      |             | Goud · Goud |       |   |             |       |             |
| Big air              |       |             |   |      |             | Goud · Goud |       |   |             |       |             |
| Halfpipe             |       |             |   |      |             |             | Q / Q |   | Goud · Goud |       |             |
| Slopestyle           |       |             |   |      |             |             |       |   |             | Q / Q | Goud · Goud |

## Medailles

### Mannen
| Onderdeel            | Goud                            | Goud                            | Zilver                    | Zilver                    | Brons                        | Brons                       |
| -------------------- | ------------------------------- | ------------------------------- | ------------------------- | ------------------------- | ---------------------------- | --------------------------- |
| Big air              | Afgelast                        | Afgelast                        | Afgelast                  | Afgelast                  | Afgelast                     | Afgelast                    |
| Halfpipe             | Scotty James Australië          | 97,50                           | Yuto Totsuka Japan        | 92,25                     | Patrick Burgener Zwitserland | 91,25                       |
| Parallelreuzenslalom | Dmitri Loginov Rusland          | Dmitri Loginov Rusland          | Tim Mastnak Slovenië      | Tim Mastnak Slovenië      | Stefan Baumeister Duitsland  | Stefan Baumeister Duitsland |
| Parallelslalom       | Dmitri Loginov Rusland          | Dmitri Loginov Rusland          | Roland Fischnaller Italië | Roland Fischnaller Italië | Stefan Baumeister Duitsland  | Stefan Baumeister Duitsland |
| Slopestyle           | Chris Corning Verenigde Staten  | 93,25                           | Mark McMorris Canada      | 93,00                     | Judd Henkes Verenigde Staten | 90,50                       |
| Snowboardcross       | Mick Dierdorff Verenigde Staten | Mick Dierdorff Verenigde Staten | Hanno Douschan Oostenrijk | Hanno Douschan Oostenrijk | Emanuel Perathoner Italië    | Emanuel Perathoner Italië   |

### Vrouwen
| Onderdeel            | Goud                               | Goud                   | Zilver                               | Zilver                               | Brons                                | Brons                                |
| -------------------- | ---------------------------------- | ---------------------- | ------------------------------------ | ------------------------------------ | ------------------------------------ | ------------------------------------ |
| Big air              | Afgelast                           | Afgelast               | Afgelast                             | Afgelast                             | Afgelast                             | Afgelast                             |
| Halfpipe             | Chloe Kim Verenigde Staten         | 93,50                  | Cai Xuetong China                    | 84,00                                | Maddie Mastro Verenigde Staten       | 82,00                                |
| Parallelreuzenslalom | Selina Jörg Duitsland              | Selina Jörg Duitsland  | Natalja Soboleva Rusland             | Natalja Soboleva Rusland             | Ladina Jenny Zwitserland             | Ladina Jenny Zwitserland             |
| Parallelslalom       | Julie Zogg Zwitserland             | Julie Zogg Zwitserland | Annamari Dantsja Oekraïne            | Annamari Dantsja Oekraïne            | Ramona Theresia Hofmeister Duitsland | Ramona Theresia Hofmeister Duitsland |
| Slopestyle           | Zoi Sadowski-Synnott Nieuw-Zeeland | 91,75                  | Silje Norendal Noorwegen             | 88,75                                | Jamie Anderson Verenigde Staten      | 87,25                                |
| Snowboardcross       | Eva Samková Tsjechië               | Eva Samková Tsjechië   | Charlotte Bankes Verenigd Koninkrijk | Charlotte Bankes Verenigd Koninkrijk | Michela Moioli Italië                | Michela Moioli Italië                |

### Gemengd
| Onderdeel           | Goud                                               | Goud                                               | Zilver                              | Zilver                              | Brons                              | Brons                              |
| ------------------- | -------------------------------------------------- | -------------------------------------------------- | ----------------------------------- | ----------------------------------- | ---------------------------------- | ---------------------------------- |
| Snowboardcross team | Verenigde Staten Mick Dierdorff Lindsey Jacobellis | Verenigde Staten Mick Dierdorff Lindsey Jacobellis | Italië Omar Visintin Michela Moioli | Italië Omar Visintin Michela Moioli | Duitsland Paul Berg Hanna Ihedioha | Duitsland Paul Berg Hanna Ihedioha |

### Medailleklassement
| Plaats | Land                | Goud | Zilver | Brons | Totaal |
| 1      | Verenigde Staten    | 4    | 0      | 3     | 7      |
| 2      | Rusland             | 2    | 1      | 0     | 3      |
| 3      | Duitsland           | 1    | 0      | 4     | 5      |
| 4      | Zwitserland         | 1    | 0      | 2     | 3      |
| 5      | Australië           | 1    | 0      | 0     | 1      |
| 5      | Nieuw-Zeeland       | 1    | 0      | 0     | 1      |
| 5      | Tsjechië            | 1    | 0      | 0     | 1      |
| 8      | Italië              | 0    | 2      | 2     | 4      |
| 9      | Canada              | 0    | 1      | 0     | 1      |
| 9      | China               | 0    | 1      | 0     | 1      |
| 9      | Japan               | 0    | 1      | 0     | 1      |
| 9      | Noorwegen           | 0    | 1      | 0     | 1      |
| 9      | Oekraïne            | 0    | 1      | 0     | 1      |
| 9      | Oostenrijk          | 0    | 1      | 0     | 1      |
| 9      | Slovenië            | 0    | 1      | 0     | 1      |
| 9      | Verenigd Koninkrijk | 0    | 1      | 0     | 1      |
| Totaal | Totaal              | 11   | 11     | 11    | 33     |